# Efekt Sachsa-Wolfe’a
Efekt Sachsa-Wolfe’a – efekt fizyczny odkryty przez Rainera Sachsa i Arthura Wolfe’a w roku 1967, polegający na zmianie długości fali mikrofalowego promieniowania tła wskutek przejścia przez niejednorodności potencjału pola grawitacyjnego.
Niezintegrowany efekt Sachsa-Wolfe’a dotyczy fotonów, które uległy poczerwienieniu grawitacyjnemu na niejednorodnościach powierzchni ostatniego rozproszenia, czyli w chwili ich emisji.
Zintegrowany efekt Sachsa-Wolfe’a dotyczy fotonów, które wypełniają Wszechświat do chwili obecnej i przeszły przez niejednorodności potencjału pola grawitacyjnego wywołane obecnością struktur wielkoskalowych: supergromad i pustek.
Istotny wpływ na zintegrowany efekt Sachsa-Wolfe’a ma obecność ciemnej energii i związane z nią przyspieszenie ekspansji Wszechświata.